# Mizeria chimera
Mizeria chimera är en insektsart som beskrevs av Irena Dworakowska 1994. Mizeria chimera ingår i släktet Mizeria och familjen dvärgstritar.
Artens utbredningsområde är Sri Lanka. Inga underarter finns listade i Catalogue of Life.